# Oostelijke Zhou-dynastie
De Oostelijke Zhou (東周) of Latere Zhou is de tweede helft van de Zhou-dynastie. Deze duurde van 770 v.Chr. tot 256 v.Chr..

## Ontstaan

### De laatste westelijke koning
De Zhou-koningen hadden hun hoofdstad vanaf het ontstaan van de dynastie in Hao gevestigd (het latere Chang'an). Volgens de overlevering had koning Yu Wang rond 780 v.Chr. zijn eigen koningin opzij gezet voor prinses Pao-Sse, die hij eens als vredesgeschenk had gekregen toen hij een oorlog tegen een buurstaat had gewonnen. De koningin verliet vol walging en jaloezie het paleis, terwijl Pao-Sse - ondanks haar schoonheid - nooit vrolijk was. Om haar aan het lachen te maken zou de koning eens de vuurbakens hebben aangestoken, die werden gebruikt om de leenmannen te waarschuwen als de koning in grote nood verkeerde. De leenmannen van naburige gebieden waren in allerijl toegesneld, enkel om te horen dat het voor niets was geweest. De prinses Pao-Sse lachte de edelen uit, wat Yu Wang blij maakte, maar hij verspilde daarmee het toch al wankele vertrouwen van de leenmannen nu volledig.

### De val van de Westelijke Zhou
In de tussentijd zon de vader van de verdreven koningin op wraak voor de verstoting van zijn dochter. Hij sloot een verbond met de Qiang-barbaren over de grens van het rijk, en in 770 v.Chr. vielen zij de Zhou-hoofdstad Hao aan. Koning Yu Wang stak de vuurbakens opnieuw aan, om hulp te vragen aan zijn leenmannen. Maar door zijn grap die hij had uitgehaald, namen ze hem niet serieus en geen enkele edele kwam opdagen.
De vader van de verbannen koningin stormde de stad binnen en doodde Yu Wang. Zijn geliefde Pao-Sse werd gevangengenomen. Enkel zijn zoon Ping wist te ontkomen en vluchtte naar de staat Jin. Daar werd hij beschermd, en later vestigde hij de hoofdstad van Zhou in Luoyi (het huidige Luoyang). Historici spreken vanaf dat moment van de Oostelijke Zhou-dynastie (東周). Koning Ping wist de macht van de Zhou te herbevestigen door vooral te steunen op andere staten, zoals Jin, Zheng, Wei en Qin. Kort daarna in 722 v.Chr. volgde het begin van de Periode van Lente en Herfst.

## Een staat zoals de andere

### Periode van Lente en Herfst
Eigenlijk was de nieuwe Zhou-dynastie niet meer dan een staat zoals alle anderen op dat moment. De leenmannen trokken zich weinig tot niets meer aan van de Zhou-koning, de wetten, de eer, de besluiten enz. Dat konden zij omdat de koning totaal geen controle meer over hen had; de legers waren loyaal aan de leenmannen, de koning zelf had maar een klein privéleger. Andere belangrijke staten naast Jin, Zheng, Wei en Qin waren Qi, Chu, Lu, Song, Chen, Wei, Xu, Cao, Yan en Cai.
Toen na verloop van tijd de staten onderling oorlog gingen voeren, kon het 'centraal gezag' enkel toekijken hoe de toestand verergerde.
Sinds de verplaatsing van de hoofdstad van Zhou naar Luoyang, heersten de koningen van Zhou slechts over de hoofdstad en haar omgeving, welke men het Koninklijk Gebied ging noemen. Het machtscentrum verplaatste zich naar de staat Jin, waar de koninklijke familie gelukkig nog een goede relatie mee onderhield, maar niets over te zeggen had.
In 403 v.Chr. keerden de drie families Han, Zhao en Wei zich echter tegen de leidende Zhi-familie, versloegen deze en deelden de staat op in drie kleinere rijken. Zhou kon hier niets tegenin brengen en was gedwongen de deling goed te keuren. Hiermee kwam een einde aan de Periode van Lente en Herfst.

### Periode van de Strijdende Staten
In het daaropvolgende tijdperk groeiden er enkele rijken ver uit boven de macht van Zhou. Vanaf 334 v.Chr. zouden tien staten zichzelf een voor een tot koninkrijk verklaren. Dit separatisme was niet tegen te houden; het lukte de Zhou-koningen niet om met nog loyale staten deze zelfverklaarde koningen te straffen. Sterker nog, de koninkrijken begonnen tevens elkaar te erkennen, waarmee ze de Zhou al feitelijk opzij schoven.
Langzamerhand kwamen zeven grote staten uit de strijd, waaronder Qin. Diens koning voerde constant oorlog en slorpte allemaal kleinere staten op.
In 256 v.Chr. marcheerde hij naar het Koninklijk Gebied. Terwijl de andere staten toekeken dwong de koning van Qin de laatste Zhou-koning tot aftreden, waarmee er definitief een einde kwam aan de Zhou-dynastie. In feite was zij al niet belangrijk meer.